# Casa Josep Torra Tenas
Casa Josep Torra Tenas és una obra del municipi de la Garriga (Vallès Oriental) inclosa en l'Inventari del Patrimoni Arquitectònic de Catalunya.

## Descripció
És un edifici civil que serveix de casa unifamiliar entre parets mitgeres. Consta de planta baixa i dos pisos. El portal d'entrada és de pedra amb arc de mig punt dovellat. Les obertures del primer i segon pis són quadrades. L'obertura de la primera planta està emmarcada amb una llinda de pedra. La coberta és a dues vessants.

## Història
En aquest edifici Duran Reynals abandona els elements característics del renaixement italià i introdueix motius del llenguatge plàstic noucentista.